# جشنواره گیتار کراسرودز
جشنواره گیتار کراسرودز مجموعه ای از جشنواره‌های موسیقی و کنسرت‌های خیریه است که اریک کلپتون پایه‌گذاری کرده‌است. این جشنواره‌ها به نفع مرکز کراسرودز (به معنی تقاطع) که آن هم اریک کلپتون به عنوان یک مرکز ترک اعتیاد در آنتیگوآ تأسیس کرده‌است، کار می‌کند. این کنسرت‌ها گیتاریست‌های مختلفی را به نمایش می‌گذارند که شخصاً اریک کلپتون آنها را انتخاب می‌کند. کلپتون به مخاطبان سال ۲۰۰۷ گفت که هر یک از نوازندگان، یکی از بهترین هاست و احترام شخصی خود او را به دست آورده‌است.
اولین کنسرت در تاریخ ۳۰ ژوئن سال ۱۹۹۹ در مدیسن اسکوئر گاردن در نیویورک برگزار شد و در سال ۲۰۱۳ دوباره در آنجا برگزار شد. کنسرت ۲۰۰۴ در ورزشگاه کاتن بول در دالاس برگزار شد، در حالی که جشنواره‌های ۲۰۰۷ و ۲۰۱۰ در تویوتا پارک، بریج ویوو، ایلینوی، واقع در خارج از شیکاگو برگزار شد. این جشنواره در سال ۲۰۱۹ در امریکن ایرلاینز سنتر به دالاس بازگشت.

## جشنواره ۱۹۹۹
اولین کنسرت کراسرودز بنفیت در ۳۰ ژوئن ۱۹۹۹ در مدیسن اسکوئر گاردن، نیویورک برگزار شد.

### اجراکنندگان
برخی از نوازندگان کنسرت سال ۱۹۹۹ عبارت بودند از: دیوید سنبورن، شریل کرو، باب دیلن و مری جی. بلایژ. نوازندگان پشتیبان شامل ناتان ایست (باس)، استیو گاد (درامز) اندی فیروثرلو (گیتار)، تیم کارمون (کیبوردز) و دیو دل هوم (کیبوردز) بودند. تسا نایلز و کیتی کیسون هم‌خوان بودند.

## جشنواره ۲۰۰۴
از ۴ ژوئن ۲۰۰۴ تا ۶ ژوئن ۲۰۰۴ در استادیوم ورزشگاه کاتن بول در دالاس، تگزاس برگزار شد. دو دی‌وی‌دی حاوی ۲۵۰ دقیقه فیلم از کنسرت ۲۰۰۴ در همان سال منتشر شد.

### اجراکنندگان
برخی از نوازندگان جشنواره گیتار کراسرودز مانند جف بک، پت متنی، نیل شون و استیکس در دی وی دی قرار نگرفتند.
| - اریک کلپتون - جانی ا - Vishwa Mohan Bhatt - Ron Block - جو باناماسا - Booker T. & the M.G.'s - Doyle Bramhall II - جی‌جی کیل - Larry Carlton - رابرت کرای - استیو کروپر - شریل کرو - بو دیدلی - جری داگلاس - دیوید هانی‌بوی ادواردز - وینس گیل - بادی گای - دیوید هیدالگو - ذاکر حسین - اریک جانسون | - بی.بی. کینگ - Sonny Landreth - Jonny Lang - Robert Lockwood, Jr. - جان میر - جان مک‌لافلین - Robert Randolph - Duke Robillard - کارلوس سانتانا - Hubert Sumlin - جیمز تیلور - سوزان تدسکی - درک تراکس - Dan Tyminski - استیو وای - Jimmie Vaughan - جو والش - زی‌زی تاپ - دیوید جوهانسن |

## جشنواره ۲۰۰۷
جشنواره گیتار کراسرودز ۲۰۰۷ در ۲۸ ژوئیه ۲۰۰۷ در تویوتا پارک در بریج ویوو، ایلینوی برگزار شد. بلیط‌ها در ظرف بیست و دو دقیقه برای ظرفیت ۲۸۰۰۰ نفری پارک فروخته شد. دی وی دی این کنسرت در تاریخ ۲۰ نوامبر ۲۰۰۷ منتشر شد.

### اجراکنندگان
اریک کلپتون در کنار مجریان مختلف اجرا کرد و در طول اجراها چندین همکاری وجود داشت. به ترتیب آمدن به روی صحنه، اجراکنندگان زیر اجرا کردند: 
| - بیل مری - Sonny Landreth - جان مک‌لافلین - Alison Krauss and Union Station همراه با جری داگلاس - Doyle Bramhall II - The Derek Trucks Band - با ملحق شدن سوزان تدسکی و جانی وینتر - Robert Randolph and the Family Band - گروه رابرت کرای - با ملحق شدن Jimmie Vaughan, Hubert Sumlin, و بی.بی. کینگ - آرو لوئش (برندهٔ مسابقهٔ ۲۰۰۷ پادشاه بلوز در گیتارز سنتر) | - جان میر - وینس گیل - با ملحق شدن Albert Lee, شریل کرو، Peter Stroud و ویلی نلسون - Los Lobos - جف بک با تل ویلکنفلد، وینی کولیتا، و Jason Rebello - اریک کلپتون - با ملحق شدن رابی رابرتسون و استیو وینوود - بادی گای - اجرای آخر شامل بادی گای به همراه اریک کلپتون، رابرت کرای، جان میر، هیوبرت ساملین، جانی وینتر و جیکی وان |

 در مرحله دوم در جشنواره دهکده، اجراکنندگان شامل: 
| - اوریانتی - هاروی مندل - Jedd Hughes - Pete Huttlinger | - Tab Benoit و Louisiana's LeRoux - Jeff Baxter - تاد ولف - Tyler Bryant - Flophouse |

## جشنواره ۲۰۱۰
جشنواره کراسرودز ۲۰۱۰ در ۲۶ ژوئن ۲۰۱۰ دوباره در تویوتا پارک در بریجویو، ایلینوی (خارج از شیکاگو) برگزار شد.

### اجراکنندگان
به ترتیب ظاهر شدن بر روی صحنه. هنرمندانی که درشت تایپ شده‌اند در تبلیغات به عنوان ستاره‌های برنامه معرفی شده بودند. کمدین بیل موری مجری برنامه بود. 
| - Kirby Kelley (winner of Guitar Center's 2009 King of the Blues contest) - Sonny Landreth^* - Robert Randolph and the Family Band^* با ملحق شدن جو باناماسا و Pino Daniele - گروه رابرت کرای ^* با Jimmie Vaughan^* وHubert Sumlin^* - برت یانش - Stefan Grossman با ملحق شدن کب مو' - ZZ Top^ - Doyle Bramhall II^* و فیدد بوگی با ملحق شدن گری کلارک جونیور و شریل کرو^* و درک تراکس* و سوزان تدسکی* - وینس گیل^* با ملحق شدن Albert Lee*, James Burton^, و کب مو' | - Citizen Cope با ملحق شدن شریل کرو - Earl Klugh با Yonrico Scott و Joseph Patrick Moore - John Mayer Trio^* - بادی گای^* با Jonny Lang^ و رانی وود - گروه درک تراکس* و سوزان تدسکی* Band با ملحق شدن Warren Haynes, Sheryl Crow, دیوید هیدالگو^*, Cesar Rosas*, و جانی وینتر* (این اجرای، جایگزین اجرای آلمن برادرز بند بود) - جف بک^* با Rhonda Smith, نرادا مایکل والدن، و Jason Rebello* - اریک کلپتون^* با Steve Winwood* و ملحق شدن Citizen Cope و جف بک - بی.بی. کینگ^* با گروه رابرت کری , جیمی وان و اریک کلپتون - اجرای پایان، اجرای ترانهٔ "Sweet Home Chicago" با همراهی تعداد زیادی اجرا کنندگان پیشین این دورهٔ جشنواره بود. |

 ^ - هنرمندانی که در جشنواره ۲۰۰۴ نیز اجرا کردند. * - هنرمندانی که در جشنواره ۲۰۰۷ نیز اجرا کردند.

## جشنواره ۲۰۱۳
جشنواره ۲۰۱۳ در ۱۲ تا ۱۳ آوریل در مدیسن اسکوئر گاردن در منهتن برگزار شد.

### اجراکنندگان
اجراکنندگان شامل:
| - Albert Lee - Alice Smith - آلن هولدزورث - آلمن برادرز بند - Andy Fairweather Low - بی.بی. کینگ - بث هارت - Blake Mills - Booker T - بادی گای - Citizen Cope - Dave Biller - درک تراکس - Doyle Bramhall II - Earl Klugh - اریک کلپتون - گری کلارک جونیور - جف بک | - Jimmie Vaughan - جان میر - John Scofield - کب مو - کیت ریچاردز - کیث اربن - Kurt Rosenwinkel - Los Lobos - Matt Murphy - پل کرک - Quinn Sullivan - رابی رابرتسون - رابرت کرای - Robert Randolph - Sonny Landreth - استیو کروپر - تاج محل - وینس گیل |

## جشنواره ۲۰۱۹
جشنواره ۲۰۱۹ در تاریخ ۲۰ تا ۲۱ سپتامبر در مرکز هواپیمایی آمریکایی در دالاس، تگزاس برگزار شد.
مجری: بیل مری

### اجراکنندگان
اجراکنندگان شامل: 
| - آلن داربی - Albert Lee - Andy Fairweather Low - Billy Gibbons - بانی ریت - Bradley Walker - گروه بادی گای - دنیل سانتیاگو - درک تراکس - Doyle Bramhall II - اریک کلپتون - گری کلارک جونیور - گوستاوو سانتائولایا - جیمز بی - جف بک - جری داگلاس | - Jimmie Vaughan - جو والش - جان میر - Jonny Lang - کب مو - Kurt Rosenwinkel - Los Lobos - پدرو مارتینز - پیتر فرامپتون - رابرت کرای - Robert Randolph - شریل کرو - Sonny Landreth - سوزان تدسکی - Tom Misch - وینس گیل - Citizen Cope - The Marcus King Band |